# Inked
Inked é uma revista com segmentação de tatuagem que estreou no final de 2004 e é publicada trimestralmente. Em agosto de 2010, ela começou a ser publicada também no Brasil com o nome de "Inked Brasil".